# Mario Mosböck
Mario Mosböck (* 7. Mai 1996) ist ein professioneller österreichischer Pokerspieler. Bis Ende 2017 war er Fußballprofi und absolvierte unter anderem für den SKN St. Pölten zwei Spiele in der österreichischen Bundesliga.

## Fußballkarriere

### Werdegang
Mosböck begann das Fußballspielen als Siebenjähriger beim SV Ratzersdorf und wechselte 2006 zum SKN St. Pölten. 2009 kam er in die AKA St. Pölten. 2014 kehrte er zum SKN St. Pölten zurück und spielte dort zunächst vorrangig für die zweite Mannschaft in der drittklassigen Regionalliga. Sein Debüt für die erste Mannschaft in der zweithöchsten österreichischen Spielklasse gab er am 19. Spieltag der Saison 2014/15 gegen den SV Horn. In der Spielzeit 2015/16 stieg er mit dem SKN St. Pölten als Meister in die Bundesliga auf, in der er in den folgenden zwei Saisons je einmal zum Einsatz kam.
Im August 2017 wechselte Mosböck zum Zweitligisten SC Wiener Neustadt, für den er in der Spielzeit 2017/18 zweimal auflief. Zum Jahresende 2017 verließ er den Verein wieder, da er laut eigener Aussage als Profifußballspieler nicht glücklich wurde und nicht hundertprozentig Spaß daran hatte. Zur Saison 2018/19 schloss er sich der sechstklassigen Union Hofstetten-Grünau an, für die er in drei Spielzeiten auf 29 Einsätzen in der Gebietsliga kam und dabei 11 Tore machte.
Zur Saison 2021/22 schloss sich Mosböck dem siebtklassigen SV Ratzersdorf an.

### Erfolge
SKN St. Pölten
- Meister der Ersten Liga und Aufstieg in die Bundesliga: 2016

## Pokerkarriere
Der Österreicher startete Anfang 2017 eine Weltreise und ging an den verschiedensten Orten dem Pokerspielen nach. 
Im Oktober 2017 erreichte er beim Monster-Stack-Event der World Series of Poker Europe im King’s Resort in Rozvadov die Geldränge. Beim Main Event der Merit Poker Top Guns auf Zypern saß Mosböck Anfang März 2018 am Finaltisch und wurde Vierter für ein Preisgeld von mehr als 90.000 US-Dollar. In der Sommerpause 2018 spielte er am Las Vegas Strip und cashte im Juni beim Millionaire Maker der World Series of Poker (WSOP) im Rio All-Suite Hotel and Casino. Einen Monat später erreichte er beim WSOP-Main-Event den sechsten Turniertag und belegte dort als zweitbester Österreicher den 67. Platz, was ihm ein Preisgeld von knapp 110.000 US-Dollar einbrachte. Anfang Februar 2019 saß Mosböck bei einem Event der Aussie Millions Poker Championship in Melbourne am Finaltisch und belegte den mit knapp 90.000 Australischen Dollar dotierten dritten Platz. Ende April 2019 wurde er bei der French National Championship, die im Rahmen der European Poker Tour in Monte-Carlo ausgespielt wurde, Dritter und erhielt ein Preisgeld von knapp 100.000 Euro. Im Juli und August 2020 spielte der Österreicher unter dem Nickname xxmmarioxx bei der aufgrund der COVID-19-Pandemie auf GGPoker ausgespielten World Series of Poker Online und erzielte 10 Geldplatzierungen. Mittlerweile spielt er auf der Plattform als gesponserter Spieler unter seinem echten Namen. Im Aria Resort & Casino am Las Vegas Strip erzielte Mosböck im März 2021 zwei Geldplatzierungen, die ihm Preisgelder von über 200.000 US-Dollar einbrachten. Beim PokerStars Caribbean Adventure auf den Bahamas wurde der Österreicher Ende Jänner 2023 bei einem eintägigen High Roller Sechster und erhielt knapp 170.000 US-Dollar. Anfang März 2023 erzielte er bei der Triton Poker Series in Hội An drei Geldplatzierungen und sicherte sich Preisgelder von knapp 300.000 US-Dollar. Mitte Oktober 2023 entschied Mosböck bei GGPoker das mit rund 275.000 US-Dollar dotierte GGMillion$ für sich. Rund eine Woche später wurde er beim Special Triton Invitational, einem Einladungsturnier der Triton Series in Monte-Carlo mit einem Buy-in von 210.000 US-Dollar, Zweiter und sicherte sich rund 2,7 Millionen US-Dollar. Anschließend gewann der Österreicher bei der Turnierserie ein Mystery Bounty mit einem Hauptpreis von 718.000 US-Dollar. Im Wynn Las Vegas belegte er Mitte Dezember 2023 beim Big One for One Drop den mit über 4,6 Millionen US-Dollar dotierten zweiten Rang. Der Österreicher musste nicht lange warten, denn er gewann das 25.000 US-Dollar NLH GGMillion beim 2024 Triton Poker Jeju Festival für 1.1 Millionen US-Dollar. Bei der Triton Poker Super High Roller Series Jeju 2025 wäre Mosböck im zweiten Event beinahe zum dreifachen Triton-Champion geworden. Er wurde Zweiter hinter Tuck Wai Foo beim 20.000 US-Dollar NLH 8-Handed Event und gewann 856.000 US-Dollar.
Insgesamt hat sich Mosböck mit Poker bei Live-Turnieren mindestens über 9,5 Millionen US-Dollar erspielt und ist damit nach Matthias Eibinger der zweiterfolgreichste österreichische Pokerspieler.